# Non ricordo perché ti amo
Non ricordo perché ti amo è un romanzo rosa scritto da Gabrielle Zevin. È stato pubblicato nel 2007.

## Trama
Naomi è una ragazza sedicenne che, in seguito ad un trauma cranico, vede completamente cancellati dai suoi ricordi i suoi ultimi quattro anni di vita: i suoi amici, il suo fidanzato, la sua prima esperienza sessuale, i suoi genitori hanno divorziato ma nei suoi ricordi sono ancora una famiglia felice. 
Inizialmente cerca di somigliare alla ragazza che era, quella dei racconti degli altri e delle fotografie che trova di sé; ma poi decide di voltare pagina e crea una nuova immagine, lasciando il fidanzato e cominciando a frequentare il misterioso James.

## Adattamento cinematografico
Nel 2010 il regista Hans Canosa girò il film Memoirs of a Teenage Amnesiac, basato sul romanzo. La Zevin scrisse personalmente la sceneggiatura.